# Odysséa
Odysséa est une association à but non lucratif française créée dans le but de financer la recherche contre le cancer du sein,.

## Histoire
Odysséa est une association créée en 2002 à l'initiative de l'athlète internationale Frédérique Quentin et de la kinésithérapeute Frédérique jules (ex-kinésithérapteute de l'équipe de France d'Athlétisme),. Cette association organise des courses pédestres et marches caritatives,. La présence d'un village de stands permet de recueillir des dons qui sont reversés à des associations travaillant dans la lutte contre le cancer du sein. La première course a eu lieu au départ de l'École militaire de Paris dans le 7e arrondissement de Paris et les fonds récoltés devaient être reversés à l'association Europa Donna. Cette première édition a réuni 1000 femmes entre l'école militaire et la Tour Eiffel. À ce moment, l'ambition de l'association est de pouvoir organiser des courses dans 10 villes en 2003. Peu à peu d'autres villes comme Chambéry, Cannes ou Tours participent aussi et en 2009 ce sont 12000 participants.
Odysséa réunit 32000 participants en 2013 et récolte près de 320 000 € de dons utilisés pour le financement de projets à l'Institut Gustave-Roussy et pour l'association Profilic, puis ce sont 43000 participants en 2015. Le cumul des dons en 2015 se montait à 5,4 millions d'euros au profit de la recherche contre le cancer du sein depuis les débuts de l'association. En 2016 et auparavant, l'association a pu organiser des courses dans les villes de Paris, Nantes, Bayonne, Chambéry, Dijon, Brest, Toulouse, Auxerre, Saint-Jean-de-Luz et La Réunion,. Les distances à parcourir se sont diversifiées, présentant parfois des courses pour enfants et même de la zumba. La course parisienne de 10km a obtenu en 2013 le label régional de la Fédération française d'athlétisme. En 2022, l'association recueille près de 803 000 € de dons et l'année suivante, avec 13 villes organisatrices de courses, ce sont près de 1,7 million d'euros de dons récoltés.

### Organismes financés
L'association a permis d'apporter des financements à des institutions et associations de patientes telles que l'Institut Gustave-Roussy, l'Institut Curie, Toujours Femmes, Europa Dona, AVEC, Vivre comme avant, Profilic entre autres,. Les projets financés sont soit des projets de recherche sur le cancer du sein soit des aides pour le quotidien des femmes malades tels que l'achat de perruques de qualité ou le remboursement des frais de garde d'enfant pendant les chimiothérapies.